# Kevin Ackermann
Kevin Robert Ackermann (14 de mayo de 2001) es un futbolista profesional sueco que juega como centrocampista para el IF Brommapojkarna.

## Carrera
Ackermann comenzó a jugar al fútbol a los cinco años en Azalea BK. Luego, Ackermann fue al IFK Göteborg, donde pasó siete años.
El 14 de agosto de 2017, Ackermann, de 16 años, debutó con el equipo senior en Allsvenskan en un partido en casa contra el GIF Sundsvall, entrando como sustituto en el minuto 92 por Chisom Egbuchulam.
En noviembre de 2018, Häcken aceptó una oferta por Ackermann del club italiano ACF Fiorentina. Sin embargo, durante el examen médico se descubrió que Ackermann tenía un defecto cardíaco, lo que detuvo la transición. Se sometió a una operación en Bélgica el 30 de abril de 2019 que corrigió el defecto cardíaco. En agosto de 2019, Ackermann regresó a Häcken y pudo empezar a entrenar con el equipo nuevamente. No jugó ningún partido de competición durante la temporada 2019, pero en noviembre de 2019 fue seleccionado por primera vez en un año en la plantilla para un partido de entrenamiento contra el Ljungskile SK. Después de la temporada 2019, Ackermann y Häcken acordaron terminar su contrato de manera anticipada.
El 3 de enero de 2020, Ackermann fue adquirido por el Örgryte IS, donde firmó un contrato de tres años.

## Estadísticas de carrera

### Club
| Club              | Season       | League                         | League | League | Cup  | Cup   | Continental | Continental | Other | Other | Total | Total |
| Club              | Season       | Division                       | Apps   | Goals  | Apps | Goals | Apps        | Goals       | Apps  | Goals | Apps  | Goals |
| ----------------- | ------------ | ------------------------------ | ------ | ------ | ---- | ----- | ----------- | ----------- | ----- | ----- | ----- | ----- |
| IF Angered United | 2016         | Division 3 Nordvästra Götaland | 17     | 1      | 0    | 0     | –           | –           | –     | –     | 17    | 1     |
| BK Häcken         | 2017         | Allsvenskan                    | 1      | 0      | 1    | 0     | 0           | 0           | –     | –     | 2     | 0     |
| BK Häcken         | 2018         | Allsvenskan                    | 1      | 0      | 0    | 0     | 0           | 0           | –     | –     | 1     | 0     |
| BK Häcken         | Total        | Total                          | 2      | 0      | 1    | 0     | 0           | 0           | 0     | 0     | 3     | 0     |
| Örgryte IS        | 2020         | Superettan                     | 24     | 3      | 2    | 0     | –           | –           | –     | –     | 26    | 3     |
| Örgryte IS        | 2021         | Superettan                     | 11     | 0      | 3    | 0     | –           | –           | –     | –     | 14    | 0     |
| Örgryte IS        | 2022         | Superettan                     | 9      | 1      | 0    | 0     | –           | –           | 0     | 0     | 9     | 1     |
| Örgryte IS        | Total        | Total                          | 44     | 4      | 5    | 0     | 0           | 0           | 0     | 0     | 49    | 5     |
| Career total      | Career total | Career total                   | 63     | 5      | 6    | 0     | 0           | 0           | 0     | 0     | 69    | 5     |